# Mo Johnston
Maurice John Giblin Johnston, comunemente abbreviato in Mo Johnston (Glasgow, 13 aprile 1963), è un allenatore di calcio ed ex calciatore scozzese, di ruolo attaccante.

## Carriera
Bomber prolifico, ha giocato in entrambe le squadre dell'Old Firm ed ha segnato 14 gol con la maglia della Scozia. Fu protagonista, suo malgrado, di una diatriba con i tifosi dei Glasgow Rangers, di fede protestante, quando la società lo acquistò dal Nantes: i tifosi, a causa della sua fede cattolica e del passato come calciatore nell'altra squadra di Glasgow, il Celtic, di fede cattolica, cercarono di boicottare l'acquisto, che tuttavia venne comunque effettuato, e Mo Johnston si rese protagonista anche nella squadra dei Glasgow Rangers.
Dal 2008 al 2010 è stato il direttore sportivo del Toronto FC.

## Palmarès

### Giocatore

#### Competizioni nazionali
- Coppa di Scozia: 1

Celtic: 1984-1985
- Campionato scozzese: 3

Celtic: 1985-1986
Rangers: 1989-1990, 1990-1991
- Coppa di Lega scozzese: 1

Rangers: 1990-1991
- MLS Supporters' Shield: 1

K. C. Wizards: 2000
- Campionato MLS: 1

K. C. Wizards: 2000